# 西尾幹二
西尾 幹二（にしお かんじ、1935年（昭和10年）7月20日 - 2024年（令和6年）11月1日）は、日本のドイツ文学者、評論家。ニーチェの研究で知られる。学位は文学博士（東京大学）。電気通信大学名誉教授。新しい歴史教科書をつくる会名誉会長。

## 略歴
東京府に生まれる。東京都立小石川高等学校を経て、1958年（昭和33年）東京大学文学部独文科卒。1961年（昭和36年）同大学院修士課程を修了。指導教官は手塚富雄であった。
1961年静岡大学人文学部講師、1964年電気通信大学助教授、1975年教授。1979年に「初期のニーチェ」により東京大学より文学博士の学位を授与された。電通大助教授時代の1965年に「私の『戦後』観」で『自由』新人賞を、1994年正論大賞をそれぞれ受賞。1999年電通大を定年退官、名誉教授。2015年春、瑞宝中綬章受勲。
2024年11月1日、老衰で東京都の病院で死去。89歳没。

## 文化人としての軌跡

### 論壇・文壇への登場
「ニイチェと学問」（静岡大学『人文論集』13号）、「ニイチェの言語観 ―― 初期の作品をめぐって」（『ドイツ文学』28号）、「論争と言語 ――ニイチェをめぐって」（『Neue Stimme』創刊号）により、1963年（昭和38年）第3回ドイツ語学文学振興会賞を受賞。また、1965年（昭和40年）には論文「私の『戦後』観」（『自由』1965年2月号）にて雑誌『自由』の新人賞を受賞。
1965年から67年（昭和40年から42年）にかけ、ミュンヘン大学近代文学科のヘルマン・クーニッシュ研究室の客員助手として西ドイツに留学し、この経験をもとに執筆した論考が、三島由紀夫など論壇に注目された。論考集は処女作『ヨーロッパ像の転換』として刊行され、三島由紀夫の推薦文が付された。ついで発表した『ヨーロッパの個人主義』も、梅原猛が「一人の思想家の登場をみた」と同著のカバーで推薦文を寄せている。
ほぼ同時期、文芸評論家として文壇にもデビューする。論壇・文壇への登場は、西尾の才覚を早くから認めていた三島由紀夫や福田恆存の推挙による面も大きく、2人が関与していた楯の会関連雑誌『論争ジャーナル』にも寄稿していた。批評家として小林秀雄論をはじめ様々な作家論を発表、また三島由紀夫の自決（三島事件）に際し、三島論「不自由への情熱」を月刊文芸誌『新潮』に掲載した。後述するが生前の三島と西尾は交友があった。晩年の小林秀雄と会った際、西尾はブルクハルトについて小林と議論している。

### ドイツ哲学・ドイツ思想の専門家から独自の哲学者・思想家へ
アカデミズムの世界にはニーチェの研究と翻訳で登場する。『悲劇の誕生』、『偶像の黄昏』、『アンチ・クリスト』、『この人を見よ』などのニーチェの書の翻訳や、『ニーチェとの対話』をはじめとする様々なニーチェ論を発表。ニーチェ以外のドイツ哲学者については、中央公論社「世界の名著」シリーズ『ショーペンハウアー 意志と表象としての世界』の翻訳と、ショーペンハウアー論（「ショーペンハウアーの思想と人間像」）などがある。
1990年代後半に至ると、こうしたドイツ哲学研究・ドイツ思想研究の蓄積を、江戸期の日本思想への関心と連関させた独自の思想研究を開始、21世紀に入って開始された数年に渡る雑誌連載の論考を『江戸のダイナミズム』（文藝春秋社）にまとめた。
モラリスト的思索に徹した哲学論考や哲学エッセイも数多く執筆しており、それらを『人生の価値について』（新潮社）、『人生の深淵について』（洋泉社）などにまとめた。小浜逸郎は西尾の哲学論考・哲学エッセイについて、「・・・日常で出会うふとした経験の数々からの一瞬の感知を自ら過たず捕捉し、それを若き日に積んだ読書体験による確乎たる人間観に結合させていく巧みな氏の手法は並大抵のものとは思われない」としている。
マルティン・ハイデッガー研究者の川原栄峰と親交があった。たとえば川原の長男が登山で遭難死したのち、毎月川原が息子の墓参りをする帰路に西尾の自宅に立ち寄り、そこで哲学的議論をするのがお互い楽しみであったというエピソードを述べている。中島義道も西尾の著書『ニーチェとの対話』を、「この本は日本の人文科学の一つの大きな財産である」と評している。

## 政治的論客として

### 戦争・戦後史に関する考え方
論壇・文壇・アカデミズムでの活動とパラレルな形での政治的言論活動を1970年代後半以降、旺盛に展開し始める。経済評論家の草柳大蔵は、政治的論客としての西尾の論理回転の早さについて「知的超特急」と形容している（『労働鎖国のすすめ』カッパブックスのカバー推薦より）。
冷戦時代後期では、自身のヨーロッパ文明論を論理的武器に、冷戦最中のソ連を訪問、現地の文学官僚と様々な議論を行う（『ソ連知識人との対話』に所収）。冷戦崩壊後直後には、精神的荒廃に直面している東欧各国を訪れ各国知識人と、自由その他の思想的テーマをめぐり対話・論争を展開し、共産社会の想像を絶する残忍な過去、急激な自由化がもたらした多面にわたる困難の両方を明らかにした（『全体主義の呪い』など所収）また冷戦後の西ヨーロッパについて、行き詰まりにまで至った自由の飽和とそれがもたらす停滞、荒廃を批判している（『自由の悲劇』など所収）。この時期の西尾は、「自由」ということへの深刻な問題認識を前提にして、楽天的なグローバリズムや単純な西側優位論を排する論陣を張っていた。
また後述のように、ドイツと日本の戦後責任論が安易に比較されているとして、「ドイツは謝罪したが日本は謝罪していない」という進歩派文化人の戦争責任論に対しては、「ドイツは自国民に謝罪しているが交戦国には謝罪していない」「ドイツはナチスという危険団体を選んだことに謝罪しているだけである」「ナチスの戦争犯罪のスケールは国家そのものが犯罪集団と化した桁違いのものであって、戦時下の日本との比較はそもそも不可能である」等の反論を行い、ナチスの戦争犯罪を「人類そのものへの犯罪」とした20世紀ドイツの哲学者カール・ヤスパースの分類を紹介しこれを支持している。西尾は、ナチスドイツがドイツ人以外のヨーロッパ人を絶滅しようとした計画が発見されていると主張しているが、実際にはそんな計画は発見されていない。（後述）
さらにこれらの問題論争と前後して外国人労働者受け入れ問題での受け入れ懐疑派の急先鋒として、受け入れ賛成派の石川好などとテレビ番組などで激しい論戦を展開、外国人労働者の受け入れによって日本文化に試練を与えるべきだとする石川の見解を、「安易なセンチメンタリズム」と批判、西ヨーロッパの例をひいて外国人労働者の大量受け入れは国民文化の根幹を瓦解させる危険性があることを指摘した（『労働鎖国のすすめ』など所収）また中教審委員として教育問題にも積極的にコミットし、メディア全体によく知られるようになった（『教育と自由』など所収）。
このような言論活動から政治図式的には保守派論客として取り上げられることが多いが、党派的な保守主義やナショナリズムに対しては警戒心を絶えずもっており、『保守の怒り』などの近著において硬直化した保守派やナショナリストの一部に対し、「カルト右翼」や「神社右翼」などと厳しく罵倒している。一例として、台湾独立運動について保守派の多数が唱えている一面的な台湾賛美とは一線を画す議論を展開している。「台湾も所詮は中国と同根の反日集団の面をもっており、かならずしも擁護に値しない」と雑誌『正論』などで主張し、親台派の金美齢や小林よしのりらから非難された。特に小林は、「まるで、後ろから斬りつけるような卑怯な姿勢だ」と西尾を強く非難した。しかし小林はその後まもなくして、著書『台湾論』を台湾内の反日勢力によって問題にされ、台湾政府から一時的に入国禁止になった。
協調・賛同できる面では一般的な保守主義陣営と共同行動している。2007年には南京大虐殺虚構論を唱える映画「南京の真実」に西部邁たち多くの右派・保守系知識人と共に賛同、西尾は製作記者会見に出席し、東京裁判の不当性を訴えた。これはNHK批判運動や人権擁護法案批判運動に関しても同様である。

### 新しい歴史教科書をつくる会
1996年（平成8年）8月10日、藤岡信勝は、自由主義史観研究会との共著名義で『教科書が教えない歴史』（発行：産経新聞ニュースサービス、発売：扶桑社）を出版。西尾は藤岡と出会い、「新しい歴史教科書をつくる会」（略称：つくる会）を結成。同年12月2日、赤坂東急ホテルで結成記者会見を開いた。西尾は「この度、検定を通過した7社の中学教科書は、証拠不十分のまま従軍慰安婦の強制連行説をいっせいに採用した」との声明を発表した。声明文には藤岡、西尾、小林よしのり、坂本多加雄、高橋史朗、深田祐介、山本夏彦、阿川佐和子、林真理子の計9人が呼びかけ人として名を連ねた。
1997年（平成9年）1月30日、「つくる会」が正式に発足。西尾は初代会長に就任した。
1999年（平成11年）、『国民の歴史』を上梓。つくる会運動のオピニオンリーダーの地位を得て教科書運動の前面で活躍した。2001年（平成13年）に会長の座を田中英道に譲り、名誉会長となった後も「つくる会」の中心人物であった。その後2006年（平成18年）1月17日に、「その精神活動をよく知らない新しい理事が多数入ってこられて、立派な方も勿論おられるが、私とは話があわなくなってきた人が増えてもいる。言葉が通じなくなってきた」という言葉を残し「つくる会」を離脱、教科書運動の第一線から退いた。

### 小泉政権時代の自民党への評価
小泉内閣に関しては、政権中期までは好意的で、2003年（平成15年）9月に小泉が自民党総裁に再選された際には、北朝鮮に対する融和姿勢への懸念を除けば評価していた。1990年代の自民党の左傾化に終止符を打ち派閥政治の象徴だった竹下派支配と派閥順送り人事を小泉が徹底的に破壊し尽くし、その直後に安倍晋三を幹事長に据え自身の後継候補として育て上げたと礼賛していた。西尾の小泉への評価は第二次訪朝辺りから批判的なものに転じた。
西尾は自著、雑誌論文、ブログなどを通じ、小泉という人間は首相になる以前は実は、靖国神社公式参拝に何の関心も払っておらず、「面倒くさいのでいかない」という理由で参拝していなかったのに、首相就任後に、中国・韓国に批判を受けたことで意固地になって参拝問題に固執して公式参拝しただけであるという事実を指摘し、小泉の立場は政治的保守主義と何の関係もない小泉の個人的感情の反映だと主張した。また自著『＜狂気の首相＞で日本は大丈夫か』で、小泉の大学時代の同輩親友で、国会議員時代も一時期交友のあった栗本慎一郎の証言を引用し、小泉自身の信じがたいほどの人間的・知的無能ぶりを暴露指摘している。郵政民営化問題についても批判し、小泉のやっていることは、「民営化」ではなく、「公営のおろかしい強化」であって、郵貯貯金を財務省が悪用することに、小泉自身がよく分からないまま乗っかっているだけだとした。小泉の親米的安全保障政策についても、小泉自身が自分が何をやっているのか認識できていないままアメリカに乗せられているだけだとし、小泉のことを「狂人宰相」、小泉の政策を「国家犯罪」とまで形容するに至った。2005年（平成17年）9月の総選挙では、保守系内の郵政民営化反対派である城内実、衛藤晟一、古川禎久などへの応援演説にて小泉を批判した（「西尾幹二のインターネット日録」参照）。
この一連の小泉批判に関しては自身も反論を受けるが（→小泉訪朝における空白の10分間事件を参照）これについて本人は「小泉政権の陰謀」だと再批判している。安倍晋三については、第一次内閣で真正保守主義的政策を期待されながら、反対勢力に妥協した甘さ、弱さを非難し、以来、安倍の政治的手腕に関しては懐疑的立場を堅持している。

### 皇室に関する発言
皇室の現状を憂慮しており、皇太子徳仁親王に対して月刊誌『WiLL』2008年5月号から「皇太子さまに敢えて御忠言申し上げます」と題して連続的に執筆を行った。これらの論考は実質的に皇太子徳仁親王妃雅子についての問題を扱ったものであった。「雅子妃は健康であり、公務を欠席しているのは仮病である」と『WiLL』（「皇太子さまに敢えて御忠言申し上げます」）で主張、さらにこの雅子妃の問題は、皇室の日本的伝統に、安易に欧米的価値観を侵入させてしまうことの是非の問題でもあるとも論じた。
これら一連の論考以外に、「朝まで生テレビ!」（2008年8月30日）「たかじんのそこまで言って委員会」（2008年8月17日）などのテレビメディアでも繰り返し同様の主張を展開した。西尾のこの雅子妃への批判的な主張に対しては、『WiLL』（久保紘之など）や『正論』に批判的な論考掲載され、またこれが遠因となって（教科書運動・憲法論議で共同活動した）日本会議や日本青年協議会らの国民運動団体とも袂を分かつことになった。なお、女系天皇の是非の問題に関しては、男系天皇論を一貫して強力に主張している。皇室論では、橋本明（明仁上皇同級生）とも対談している。
皇室論をタブー視していた言論界で西尾があえてそれに踏み切った意志の背景には、かつて西尾が私淑していた三島由紀夫が皇室論のタブーに少しも怯まなかったことへの深い敬意が影響している。それは三島の提唱していたある意味、天皇にとって最も過酷で徹底していた皇室論のことを指しているもので、三島は、天皇が近代的な快適で便利な生活（電話やテレビを部屋に設置すること）をするのも好ましくないと主張し、一般のセレブのように扱われる皇室（三島曰く“週刊誌天皇制”）を否定していたことに関連するものである。三島は、「天皇はあらゆる近代化、あらゆる工業化によるフラストレーションの最後の救世主として、そこにいなけりゃならない」「天皇というのは、国家のエゴイズム、国民のエゴイズムというものの、一番反極のところにあるべきだ」「天皇は尊いんだから、天皇が自由を縛られてもしかたがない。その根元にあるのは、とにかく“お祭”だ、ということです。天皇がなすべきことは、お祭、お祭、お祭、お祭、――それだけだ」と述べ、天皇にとって最も重要なのは、新嘗祭などの古来からの宗教性や神聖であり、日本の「西欧化の宿命」「世俗化の宿命」と闘う最後の悲劇意志の象徴としての皇室（最後のトリデ）というものを理想にしていた皇室論で、明治維新や二・二六事件の時のような革命の象徴にもなりえる天皇というものを想定していたものである。
なお『WiLL』2008年8月号で「これが最後の皇太子さまへの御忠言」にて、会田雄次が1968年に語った「いまの皇太子（上皇明仁）は、あんな不自由な寒くてしょうがないところはいやだといって、都ホテルへ泊まられるのですよ。この点は、訓練の相違もあるんでしょう。これは大きな問題だと思うのです」を引用しているが、宮内庁報道室から当時の資料からはそのような事実はないとの注意を受けて訂正を求められ、著書「皇太子さまへのご忠言」（84ページ）でその旨を記している。

### その他の主張
- ドイツ思想・ドイツ哲学の専門家として、同国の文化、社会の現状や言論事情などにも精通しているが、ドイツに対しては批判的な発言もある。『異なる悲劇・日本とドイツ』（文藝春秋）において、ナチス・ドイツへの批判とあわせて、「戦後ドイツが戦後日本よりも大戦を反省している」と言った戦後ドイツの政治的狡猾さを批判している。このことに関して「想像を絶するジェノサイド国家だったナチス・ドイツと、通常の戦争遂行国家であった日本を同一の次元で論じることがそもそも間違いであること」「戦後ドイツ人は、ナチスという団体をドイツ人が選んだことの反省を表明しているだけであって、実は自分たち自身の反省を表明しているのではないこと」などの批判を行っている。1995年に起きたマルコポーロ事件においても「ナチスのすさまじい極悪さを少しも理解していない」と言う理由で、旧知の間柄である文藝春秋を批判した[28]。しかし、西尾は、ナチスドイツがヨーロッパのジプシーやユダヤ人、ポーランド人、ウクライナ人、（全ロシア人含む）オランダ人、ロレーヌ人、アルザス人など西ヨーロッパ人を絶滅させる計画が発見されていると主張している[29][30]が、実際にはそんな計画は発見されておらず、歴史学者や専門家は、いわゆるホロコーストと呼ばれている虐殺の、ヒトラーの命令書や計画書、国家予算は存在しない。という見解で一致している[31][32][33][34]。また、西尾自身も、計画があった。と一言書いているだけで、具体的に、いつ、誰が計画を作り、誰が承認し、いつから実行されたのか？など、計画の詳細な部分については、全く書いていない[29][30]。また、西尾は、人の皮で作ったランプシェードが発見されている[35]と書いているが、これも、ナチスが人間から石鹸を作ったという話人間石鹸と同様の、反独プロパガンダであり、事実ではなく実際には科学的な分析調査により、ランプシェードの証拠物品は生物の皮では作られていない事が判明している[36]。

- 韓国起源説について、「韓国は日本のコピーである。だから、ほかでもない、韓国人は韓国のコピーを日本にさせたい。それは妄執に近い彼らの欲望となっている。日本海を東海と呼ばせようとするのも、空手の一流派をテコンドーと名づけてオリンピック競技に仕立て、韓国起源を演出するのも、『竹島の日』が出たらただちに『対馬島の日』と言い立てる荒唐無稽も、こういう子供っぽいことをしようとするのはすべてみな日本を意識しての話であって、国際地理学連合が古くから日本海と名づけ、日本人が長い伝統を持って柔道を世界的に普及させてきた…等などの日本の真似をそっくり演じ、しかもそれを日本にも強制する。コピーのコピーをさせようとする」と批判している[37]。
- 慰安婦問題に対しては「性奴隷説」に異議を唱える立場であり、2007年7月13日に米国大使館に手渡されたアメリカ合衆国下院121号決議全面撤回を求める日本文化チャンネル桜主導の抗議書[38]にも賛同者として名を連ねている[39]。
- 現代中国に対しては一貫して批判的立場をとっており、とりわけ2010年に起きた中国漁船の尖閣諸島近海での日本領海侵犯事件後、『尖閣戦争・米中挟み撃ちにあった日本』（青木直人との共著）などの著作で中国の対日侵略計画、対世界侵略計画に注意すべきと主張している。
- アメリカの覇権に対しても批判的であり、米中両国の世界戦略の狭間で日本が独立的な政治路線を採れていない現状に対して警鐘を鳴らしている。また、GHQが終戦後の日本占領に際して、緻密かつ広範囲に当時の日本の文献を焚書していたという言論統制の事実があったと主張している[40]。さらに、日米戦争がアメリカ側から仕掛けられたある種の「宗教戦争」であるという歴史論を著書『天皇と原爆』（新潮社、2012年1月）で展開している。
- 核武装の推進論者である。一方原子力発電に対しては福島原発事故を受けて、段階的に縮小し最終的には全廃するという否定的立場に転じた[41]。原発推進を事故後も唱える保守派言論界を「思慮の欠如、ないし思考の空想性を覚えるだけでなく、ある種の「怪しさ」や「まがまがしさ」を感じている」と批判している。竹田恒泰との共著『女系天皇問題と脱原発』では、原発推進派に潜在している体質的な問題構造を多面にわたり指摘している。例えば「安全保障の面から見ても、原発というのは非常にやっかいな存在なんですよ。単純に言うと原発があるだけでもって、そこに核地雷があるようなものですから。上空からバンカーバスター（地中貫通爆弾）を直撃させれば、そこが核爆発するということです」「日本の原発は、いわゆる海上から迫ってくるテロに対して、まったく無力、無防備なんですな。なんと驚くべきことに、日本は原発の防衛について、民間の警備会社に依存しているんですよ。考えられない話です」「再稼働に関して地震と津波への対策のことは盛んに言われているんだけれども、テロ対策については一言も触れられないんですよ」と述べ、とりわけ国土に原発を置くことに対する国防・安全保障上のリスクに警鐘を鳴らしている[42]。この件について中川八洋から著書など[43]で中傷されたとして、中川本人、当該書籍の出版元である日新報道、文章を『撃論』に載せたオークラ出版を名誉毀損で提訴した[44]。
- インターネットの力を高く評価している[45]。自身のブログの執筆に力を入れており、またインターネットで秀逸な論考を発見すると自身のブログで紹介することもある。21世紀は現実的出版とインターネット世界の相互協力、棲み分けの時代になると主張している[46]。

### 評価
- 三島由紀夫は、西尾の才覚に早くから注目し高く評価していた。1969年刊の西尾の処女作『ヨーロッパ像の転換』に「この書は日本人によってはじめて書かれた「ペルシア人の手紙」である」と推薦文で絶賛している。西尾もまた、三島の文学と思想に強く惹かれ、両者には交流があった。交友期間は三島の自決事件により短期間で終わったが、三島の親友であった澁澤龍彦は、三島の死後さまざまな論者によって書かれた三島論の中で、本質を把握した三島への考察は西尾の三島論だけであったと評し、この澁澤の評価がきっかけで西尾と澁澤の間にも、澁澤の死に至るまでの交友が続いた。一方、三島について、侮蔑に近い軽視を三島事件前後に言っていた江藤淳に対しては、西尾は相当な違和感を江藤の死に至るまでもっていたと『三島由紀夫の死と私』で表明している[10]。
- 保守派の文芸評論家の小川榮太郎は、西尾は時事評論でおかしなことを言うこともあるが、ニーチェ研究や、20代で成し遂げたニーチェやショーペンハウアーの翻訳は「今でも誰も超えられない」と評し、昨今に論壇に少ない確かな学識がある知識人だとしている[47]。

## 著書

### 単著
- 『ヨーロッパ像の転換』新潮社〈新潮選書〉1969年
- 『ヨーロッパの個人主義 人は自由という思想に耐えられるか』講談社現代新書 1969年
  - 増訂版『個人主義とは何か』PHP新書 2007年
- 『悲劇人の姿勢』新潮社 1971年
- 『情熱を喪った光景』河出書房新社 1972年
- 『懐疑の精神』中央公論社〈中公叢書〉1974年
- 『地図のない時代 反時流的考察』読売新聞社〈読売選書〉1976年
- 『ニーチェ』（第1・2部）中央公論社 1977年5月・6月
  - 新版『ニーチェ』筑摩書房〈ちくま学芸文庫〉全2巻、2001年4月・5月 ※ 初版書評を巻末解説とした。
- 『ニーチェとの対話 ツァラトゥストラ私評』講談社現代新書 1978年
- 『新開国のすすめ 日本文化再生の条件』日本経済新聞社 1979年
- 『ヨーロッパの閉鎖性』三修社 1981年
- 『ソ連知識人との対話』文藝春秋 1979年／中公文庫 1986年
- 『鎖国の跫音 現代日本の精神的諸相』PHP研究所 1981年
- 『西欧の無知 日本の怠惰』文藝春秋 1982年／PHP文庫 1990年
- 『日本の教育 ドイツの教育』新潮選書 1982年
- 『日本の教育 智恵と矛盾』中央公論社〈中公叢書〉1985年
- 『行為する思索』中央公論社 1987年
- 『戦略的「鎖国」論』講談社 1988年／講談社文庫 1992年
  - 増訂版『中国人に対する「労働鎖国」のすすめ』飛鳥新社 2013年
- 『「労働鎖国」のすすめ 外国人労働者が日本を滅ぼす』光文社〈カッパ・ビジネス〉1989年。改題『労働鎖国のすすめ』PHP文庫 1992年
- 『智恵の凋落』福武書店 1989年
- 『日本の不安 世界史の転機に考えること』PHP研究所 1990年／PHP文庫 1993年
- 『自由の悲劇 未来に何があるか』講談社現代新書 1990年
- 『日本の孤独 誇りある国家であるために』PHP研究所 1991年
- 『教育と自由 中教審報告から大学改革へ』新潮選書 1992年
- 『全体主義の呪い 東西ヨーロッパの最前線に見る』新潮選書 1993年
  - 増訂版『壁の向うの狂気 東ヨーロッパから北朝鮮へ』恒文社21 2003年
- 『確信の喪失』学習研究社 1993年。『あなたは何を信じて生きるのか』PHP文庫 1996年
- 『立ちすくむ日本』PHP研究所 1994年
- 『異なる悲劇 日本とドイツ』文藝春秋 1994年／文春文庫 1997年
  - 改題『日本はナチスと同罪か 異なる悲劇』ワック 2005年
- 『教育を掴む 論争的討議の中から』洋泉社 1995年 ※ 対談も収む
- 『自由の恐怖 宗教から全体主義へ』文藝春秋 1995年
- 『人生の価値について』新潮選書 1996年／ワック 2006年
- 『歴史を裁く愚かさ 新しい歴史教科書のために』PHP研究所 1997年／PHP文庫 2000年
- 『現代について』徳間文庫「教養シリーズ」1998年
- 『沈黙する歴史』徳間書店 1998年／徳間文庫 2001年／徳間書店・選書 2022年
  - 改題『日本人はアメリカを許していない』ワック 2007年
- 『わたしの昭和史 少年篇』（1・2）新潮選書 1998年
- 『国民の歴史』新しい教科書をつくる会（編）、産経新聞ニュースサービス 1999年
  - 『決定版 国民の歴史』文春文庫（上・下）2009年
- 『超然たる人生』PHP研究所 2001年 ※ 一章ごとの形式の選文集
- 『歴史と科学 日本史を歩く』PHP新書 2001年
- 『国を潰してなるものか 憲法・台湾・教科書問題』徳間書店 2001年
- 『歴史と常識 ものの見方の一元化を排す』扶桑社 2002年
- 『日本の根本問題』新潮社 2003年
- 『私は毎日こんな事を考えている 西尾幹二の公開日誌』徳間書店 2003年 ※ 主にブログ記事の新編
- 『男子、一生の問題』三笠書房 2004年
- 『日本がアメリカから見捨てられる日』徳間書店 2004年
- 『日本人は何に躓いていたのか 勝つ国家に変わる7つの提言』青春出版社 2004年
- 『人生の深淵について』洋泉社 2005年。改題 『人生について』新潮文庫 2015年
- 『「狂気の首相」で日本は大丈夫か』PHPソフトウェア・グループ 2005年
- 『民族への責任 皇室・領土・企業買収・歴史教科書』徳間書店 2005年
- 『江戸のダイナミズム-古代と近代の架け橋』文藝春秋 2007年
- 『国家と謝罪 対日戦争の跫音が聞こえる』徳間書店 2007年 ※ ブログ記事を含む
- 『GHQ焚書図書開封 米占領軍に消された戦前の日本』徳間書店 2008年／徳間文庫 2014年
- 『皇太子さまへのご忠言』ワック 2008年／改訂版 同・選書 2012年
- 『真贋の洞察 保守・思想・情報・経済・政治』文藝春秋 2008年
- 『三島由紀夫の死と私』PHP研究所 2008年／増訂版 戎光祥出版 2020年
- 『GHQ焚書図書開封2』徳間書店 2008年／徳間文庫 2014年 ※ 文庫判は副題に「バターン、蘭印・仏印、米本土空襲計画」
- 『GHQ焚書図書開封3』徳間書店 2009年／徳間文庫 2014年 ※ 文庫判は副題に「戦場の生死と「銃後」の心」
- 『「権力の不在」は国を滅ぼす 日本の分水嶺』ワック 2009年
- 『日本をここまで壊したのは誰か』草思社 2010年
- 『GHQ焚書図書開封4 「国体」論と現代』徳間書店 2010年／徳間文庫 2015年
- 『西尾幹二のブログ論壇』総和社 2010年 ※ ブログ記事・上記の著作書評などを含む
- 『GHQ焚書図書開封5 ハワイ、満洲、支那の排日』徳間書店 2011年／徳間文庫 2015年
- 『GHQ焚書図書開封6 日米開戦前夜』徳間書店 2011年／徳間文庫 2016年
- 『平和主義ではない「脱原発」』文藝春秋 2011年
- 『天皇と原爆』新潮社 2012年／新潮文庫 2014年
- 『GHQ焚書図書開封7 戦前の日本人が見抜いた中国の本質』徳間書店 2012年
- 『憂国のリアリズム 感傷を排して世界を見よ』ビジネス社 2013年
- 『GHQ焚書図書開封8 日米100年戦争 ペリー来航からワシントン会議』徳間書店 2013年
- 『同盟国アメリカに日本の戦争の意義を説く時がきた』ビジネス社 2013年 ※ 選書
- 『GHQ焚書図書開封9 アメリカからの「宣戦布告」』徳間書店 2014年
- 『アメリカと中国はどう日本を「侵略」するのか 「第二次大戦」前夜にだんだん似てきている、今』ベストセラーズ 2014年 ※ 選書
- 『GHQ焚書図書開封10 地球侵略の主役 イギリス』徳間書店 2014年
- 『GHQ焚書図書開封11 維新の源流としての水戸学』徳間書店 2015年
- 『日本、この決然たる孤独 国際社会を動かす「平和」という名の脅迫』徳間書店 2016年
- 『GHQ焚書図書開封12 日本人の生と死』徳間書店 2016年
- 『保守の真贋 保守の立場から安倍政権を批判する』徳間書店 2017年 ※ 再編選書、対談も含む
- 『あなたは自由か』筑摩書房〈ちくま新書〉2018年
- 『歴史の真贋』新潮社 2020年
- 『国家の行方』産経新聞出版 2020年
- 『日本の希望』徳間書店 2021年
- 『日本と西欧の五〇〇年史』筑摩選書 2024年
- 『日本はアメリカに民主主義を教えよう!』ビジネス社 2024年

### 著作集
- 『西尾幹二の思想と行動』 扶桑社（全3冊）、2000年
  - 著作選集、1.ヨーロッパとの対話、2.日本人の自画像、3.論争の精神
- 『西尾幹二全集』[48] 国書刊行会、2011年10月 - 刊行中

（全22巻（24分冊）予定）、函入で一部論考は初書籍化
- 第1巻「ヨーロッパの個人主義」2012年1月
- 第2巻「悲劇人の姿勢」2012年4月
- 第3巻「懐疑の精神」2012年7月
- 第4巻「ニーチェ」2012年10月
- 第5巻「光と断崖　最晩年のニーチェ」2011年10月（最初の刊行）
- 第6巻「ショーペンハウアーとドイツ思想」2013年2月
- 第7巻「ソ連知識人との対話　ドイツ再発見の旅」2013年5月
- 第8巻「教育文明論」2013年9月
- 第9巻「文学評論」2014年2月
- 第10巻「ヨーロッパとの対決」2015年1月
- 第11巻「自由の悲劇」2015年6月
- 第12巻「全体主義の呪い」2015年11月
- 第13巻「沈黙する歴史」2016年4月
- 第14巻「人生論集」2014年7月
- 第15巻「少年記」2016年7月
- 第16巻「沈黙する歴史」2016年12月
- 第17巻「歴史教科書問題」2018年12月
- 第18巻「国民の歴史」2017年12月
- 第19巻「日本の根本問題」2019年7月
- 第20巻「江戸のダイナミズム　古代と近代の架け橋」2017年3月
- 第21巻A「現代日本の政治と政治家」2021年12月
- 第21巻B「天皇と原爆」2022年12月
- 第22巻A「運命と自由」2024年10月
- 第22巻B「未定」未刊（年譜・書誌収録）

### 翻訳
- 『悲劇の誕生』ニーチェ、初刊「世界の名著46」中央公論社, 1966年（第1回配本）/ 中公文庫, 1974年 / 中公クラシックス, 2004年
- 『意志と表象としての世界』ショーペンハウエル、初刊「続 世界の名著10」中央公論社, 1975年[49] / 中公クラシックス（I・II・III）, 2004年 - 鎌田康男解説
- 『ブルクハルト－歴史の中に立つ人間』カール・レーヴィット、瀧内槙雄と分担訳
TBSブリタニカ, 1977年／ちくま学芸文庫, 1994年 - ※第一部「ブルクハルトとニーチェ」を担当
- 『ニーチェ全集 1巻（第1期） われわれの教育施設の将来について』（6回の公開講演）、大河内了義・三光長治と分担訳、白水社, 1979年
- 『ニーチェ全集 2巻（第1期） ギリシア人の悲劇時代における哲学』（他に4篇を担当）、浅井真男と分担訳、白水社, 1980年
- 『ニーチェ全集 4巻（第2期） 遺された著作 1888 - 89年』、生野幸吉と分担訳、白水社, 1987年 - 下記の元版
  - 『この人を見よ』 新潮文庫, 1990年、改版2015年
  - 『偶像の黄昏 アンチクリスト[50]』白水社〈イデー選書〉, 1991年。解説吉本隆明 / 白水Uブックス、2025年。新版解説三島憲一

### 共著
- （宮下啓三）『ドイツの言語文化――思想と文学を中心に』（旺文社「テレビ大学講座」, 1980年）
- 『思想の出現―西尾幹二対談集』（東洋経済新報社, 1994年）
- （藤岡信勝）『国民の油断――歴史教科書が危ない!』（PHP研究所, 1996年／PHP文庫, 2000年）
- （小室直樹・市川宏）『韓非子の帝王学』（プレジデント社, 1998年）
- （中西輝政）『日本文明の主張――『国民の歴史』の衝撃』（PHP研究所, 2000年）
- （長谷川三千子）『あなたも今日から日本人―『国民の歴史』をめぐって』（致知出版社, 2000年）
- （池田俊二）『自由と宿命―西尾幹二との対話』（洋泉社新書, 2001年）
- （三浦朱門）『犯したアメリカ 愛した日本――いまなお敗戦後遺症』（ベストセラーズ, 2002年）
- （金完燮）『日韓大討論』（扶桑社, 2003年）
- （石破茂）『坐シテ死セズ』（恒文社21, 2003年）
- （八木秀次）『新・国民の油断――「ジェンダーフリー」「過激な性教育」が日本を亡ぼす』（PHP研究所, 2005年）
- （平田文昭）『保守の怒り 天皇、戦争、国家の行方』（草思社, 2009年）
- （青木直人）『尖閣戦争 米中はさみ撃ちにあった日本』（祥伝社新書, 2010年）
- （青木直人）『第二次尖閣戦争』（祥伝社新書, 2012年11月）
- （竹田恒泰）『皇室問題と脱原発』（飛鳥新社, 2012年12月）
- （福井雄三・福地惇・柏原竜一）『自ら歴史を貶める日本人』（徳間書店, 2012年12月、新版2021年9月）、各・選書判
- （川口マーン惠美）『膨張するドイツの衝撃 日本は「ドイツ帝国」と中国で対決する』（ビジネス社, 2015年8月）
- （呉善花）『日韓 悲劇の深層』（祥伝社新書, 2015年10月）
- （中西輝政・柏原竜一）『日本の「世界史的立場」を取り戻す』（祥伝社, 2017年11月）
- （渡部昇一）『対話 日本および日本の課題』（ビジネス社, 2018年10月）

### 編著
- 『ドイツ文化の基底――思弁と心情のおりなす世界』（有斐閣, 1982年）
- 『ドイツ語シンフォニー――初級読本』（朝日出版社, 1990年）
- 『地球日本史』（産経新聞ニュースサービス, 1998-1999年、扶桑社文庫, 2000-2001年）
  - 〈1〉日本とヨーロッパの同時勃興
  - 〈2〉鎖国は本当にあったのか
  - 〈3〉江戸時代が可能にした明治維新
- 『新しい歴史教科書――「つくる会」の主張』（徳間書店, 2001年）
- 『すべての18歳に「奉仕義務」を――「教育基本法見直し会議」緊急報告』（小学館文庫, 2000年）
- 『迫りくる「全体主義」の跫音――歴史教科書「12の新提案」』（小学館文庫, 2001年）
  - 『新しい歴史教科書 次なる戦い』（小学館文庫, 2002年）、改訂版
- 『新・地球日本史〈1・2〉 明治中期から第二次大戦まで』（産経新聞ニュースサービス, 2005年）

### 共編著
- （渡邊二郎）『ニーチェ物語――その深淵と多面的世界』（有斐閣, 1980年）
  - 改訂『ニーチェを知る事典』（ちくま学芸文庫, 2013年）
- （高松敏男）『ニーチェ全集 別巻（第1期） 日本人のニーチェ研究譜』（白水社, 1982年）- 資料文献篇を担当
- （藤岡信勝・小林よしのり・高橋史朗）
『歴史教科書との15年戦争―「侵略・進出」から「慰安婦」問題まで』（PHP研究所, 1997年）
- （渡部昇一・竹村健一・岡崎久彦・西部邁・堺屋太一・田久保忠衛・石原慎太郎ほか）
『日本の正論―21世紀日本人への伝言』（産経新聞ニュースサービス, 2001年）
- （路の会編）『日本人はなぜ戦後たちまち米国への敵意を失ったか』（徳間書店, 2002年）
- （青木直人責任編集・佐藤優ほか）
『中国の黒いワナ』（別冊宝島・宝島社, 2007年/宝島社文庫, 2009年）
- （大原康男・小林よしのり・小堀桂一郎・高森明勅・中西輝政・長谷川三千子・百地章）
『日本人なら知っておきたい靖國問題』（青林堂, 2007年）
- （西村幸祐責任編集）『ぼくらの核武装論』（オークラ出版, 2007年）
- （責任編集）『中国人国家、日本 日本人排除の移民政策』（ビジネス社, 2014年）

## 放送講義
- GHQ焚書図書開封（2007年2月5日 - 2016年4月13日、日本文化チャンネル桜）、201回放送した